# Чемпіонат Німеччини з хокею 1943
Чемпіонат Німеччини з хокею 1943 — 27-й регулярний чемпіонат Німеччини з хокею.

## Попередній раунд
- «Маннхаймер ЕРК» — Дюссельдорф ЕГ 2:1 ОТ
- ХК Кракау — EK «Енгельманн» 0:5
- СК Ріссерзеє — СС Нюрнберг 9:1
- НСТГ Прага — ЛТТЦ Рот-Вайс Берлін 0:7
- Клагенфурт АС — EV Bielitz 6:0
- СК Бранденбург Берлін — ХК Познань 15:0
- СК Берлін — ВлФ Растенбург 5:0

## Чвертьфінали
- «Маннхаймер ЕРК» — СК Берлін 3:1
- ЛТТЦ Рот-Вайс Берлін — СК Бранденбург Берлін 6:2
- Клагенфурт АС — ХК Бреслау 18:0
- СК Ріссерзеє — EK «Енгельманн» 5:4 ОТ

## Півфінали
- СК Ріссерзеє — Клагенфурт АС 1:0

Другий півфінал «Маннхаймер ЕРК» — ЛТТЦ Рот-Вайс Берлін був перенесений з 13 лютого 1943 року на 20 лютого 1943 року але так і не був зіграний.